# Мішель Ру
Мішель Ру (англ. Michel Roux, фр. Michel Roux; 19 квітня 1941 — 12 березня 2020) — відомий британський шеф-кухар й ресторатор французького походження. Представник відомої родини Ру.

## Життєпис
Мішель Ру народився у селі Шароль в департаменті Сона й Луара в родині м'ясника. З дитинства він залучався спочатку до родинної справи, а потім до кухарства. Протягом двох років Мішель Ру проходив навчання на кондитера. Після цього отримав посаду шеф-кухаря в амбасаді Великої Британії в Парижі. Тут він працював до того, як його призвали до армії.
Після армійської служби Мішель працював шеф-кухарем у міс Сесіль де Ротшильд у Парижі. В 60-х роках він переїздить до Лондону на запрошення свого брата Альбера. Разом вони відкривають ресторан «Ле Гаврош». У 1972 році Мішель Ру відкриває власний ресторан «Вотерсайд Інн» в м. Брей, Беркшір. Цей ресторан став другим тризірковим у Великій Британії.
В подальшому Мішель Ру разом з братом відкрив кондитерський цех (1973 році), ковбасні магазини, почав займатися виїзним обслуговуванням клієнтів, вишукував нові рецепти та технології приготування.
Мішель Ру видав свою кухарську книгу, де розповів про рецепти, які застосовують в ресторанах брати Ру. До того ж він написав сценарій 30-серійного телешоу, яке знімалося на телекомпанії ВВС. Головними героями були Мішель Ру та його брат Альбер.
Наприкінці 90-х років Мішель Ру відійшов від справ й з 2008 року живе у м. Кранс-Монтана (Швейцарія).

## Нагороди
- Найкращий майстер з Франції. 1976 рік.
- Орден Британської імперії. 2002.
- Премія Міжнародного центра у Нью-Йорку.

## Родина
- Дружина — Робін
- Син — Алан